# Райан, Блэнчард
Блэнчард Райан (англ. Blanchard Ryan; род. 12 января 1967, Бостон) — американская актриса.

## Биография
Сьюзан Блэнчард Райан родилась 12 января 1967 года в городе Бостон, штат Массачусетс, США. Дочь канадского хоккейного тренера Рональда Райана и учительницы французского языка Бренды Райан. После окончания школы Блэнчард училась в колледже, некоторое время работала на MTV в отделе спецэффектов, а затем — инструктором аэробики. Блэнчард окончила университет в Нью-Гемпшире со степенью бакалавра искусств в области политической философии. Дважды была замужем — за Нейлом Литтлом и Стивом Леммом.
В 1998 году дебютировала в кино. Уже в начале кинокарьеры начала использовать своё второе имя как единственное, чтобы избежать путаницы с актрисой Сьюзан Райан. Наиболее известна благодаря роли в фильме «Открытое море».

## Фильмография
| Год       |   | Русское название        | Оригинальное название     | Роль              |
| --------- | - | ----------------------- | ------------------------- | ----------------- |
| 1998      | ф | Осенью на тротуаре      | On a Sidewalk in the Fall | женщина           |
| 1998      | ф | Вспоминая секс          | Remembering Sex           | Брилл             |
| 1999      | ф | Большая гелиевая собака | Big Helium Dog            | танцовщица        |
| 2000      | с | Секс в большом городе   | Sex and the City          | покупательница    |
| 2000      | с | Все мои дети            | All My Children           | женщина           |
| 2001      | ф | Суперполицейские        | Super Troopers            | Салли             |
| 2001      | ф | Свадьба моей сестры     | My Sister's Wedding       | Диана Дитвиц      |
| 2001      | ф | Превышение              | Exceed                    | мама              |
| 2003      | ф | Бун-Бун                 | Bun-Bun                   | вторая мама       |
| 2003      | ф | Открытое море           | Open Water                | Сьюзан            |
| 2006      | ф | Пивфест                 | Beerfest                  | Криста Крандл     |
| 2008      | ф | Выхода нет              | No Exit                   | Лейг              |
| 2008      | ф | Карточный долг          | Pistol Whipped            | Лиз               |
| 2008      | ф | Грабители               | Capers                    | Саманта           |
| 2008      | ф | Фатальный поцелуй       | Fatal Kiss                | Фрэнсис Свит      |
| 2009      | ф | Под новым руководством  | Under New Management      | Келли Кэп         |
| 2009      | ф | Холодные звонки         | Cold Calls                | Дана Ивинг        |
| 2009      | с | Купидон                 | Cupid                     | Элли              |
| 2009      | ф | Простые сложности       | It's Complicated          | женщина в клинике |
| 2011—2012 | с | Голубая кровь           | Blue Bloods               | женщина-репортёр  |
| 2012      | с | Белый воротничок        | White Collar              | посыльный         |
| 2013      | с | Оранжевый — хит сезона  | Orange Is the New Black   | репортер          |
| 2017      | ф | Хорошие кости           | Good Bones                | миссис Хансекер   |

## Награды и номинации
- 2005 — премия «Сатурн» «Лучшая киноактриса» за фильм «Открытое море».
- 2005 — премия «Emerging Maverick Award» на фестивале «Cinequest San Jose Film Festival».
- 2005 — номинация на премию «Chainsaw Award» на фестивале «Fangoria Chainsaw Awards» в категории «Лучшая актриса».